# 一臭化ヨウ素
一臭化ヨウ素（いちしゅうかようそ、英: Iodine monobromide）は化学式IBrで表されるヨウ素と臭素からなるハロゲン間化合物。

## 生成
ヨウ素と臭素を、不活性気体中で長時間加熱し直接反応させることにより得られる。
{\displaystyle \mathrm {I_{2}+Br_{2}\longrightarrow 2\ IBr} }

## 性質
刺激臭のある、暗い灰色の結晶で、水やエタノール、エーテルに溶ける。

## 用途
臭素化剤や、ヨウ素価の測定に使われる。